# デジタルアセットマーケッツ
株式会社デジタルアセットマーケッツ（Digital Asset Markets, Inc.）は、東京都千代田区に本社を置き、デジタルアセット事業、サイバーセキュリティ事業を営む企業である。インタートレードの持分法適用関連会社。

## 事業

### デジタルアセット事業
デジタルアセット事業のユースケースを国内外の事業支援パートナーと共にサポートする。事業者向けにデジタルアセット（RWAトークン・ステーブルコイン・セキュリティトークン・暗号資産）の発行・流通・調達、セキュアなウォレット運用体制構築、金融ライセンス取得等を支援する。
自社でも暗号資産交換所を運営し、流通パートナーと連携してデジタルアセット流通ネットワークを構築してしている。コモディティ（金、銀、プラチナ）を裏付け資産とした暗号資産の売買サービス・流通事業を行う。

#### デジタルアセット事業支援パートナー
- インタートレード
- AndGo
- Miyabi
- Ava Labs
- Fireblocks

#### デジタルアセット流通パートナー
- bitFlyer
- コイントレード
- SBI VCトレード
- Zaif
- ビットトレード

#### デジタルアセット発行体パートナー
- 三井物産デジタルコモディティーズ

#### 暗号資産交換所における取扱通貨
- ジパングコイン（ZPG）
- ジパングコインシルバー（ZPGAG）
- ジパングコインプラチナ（ZPGPT）

### サイバーセキュリティ事業
地政学リスクをふまえた、既存のサイバーレジリエンス（事業継続・復旧）手法であるバックアップを補完する、データ破壊リスクを大きく低減する分散型セキュリティストレージ「デジタルシェルター」を提供する。個人情報を含む重要データを条件付き無意味化による圧倒的な流出耐性、海外クラウド利用リスクを排除しての国際的な分散保管による破壊耐性、そしてシングル権限リスクの排除による侵入耐性が特徴であり、その結果量子計算解析耐性を実現している。

## 加盟団体
- 一般社団法人 日本暗号資産等取引業協会（JVCEA）　第一種会員[2]
- 一般社団法人 Fintech協会　法人会員[3]
- 一般社団法人 日本セキュリティトークン協会（JSTA）　賛助会員[4]

## 沿革
- 2018年08月 - 会社設立
- 2018年11月 - インタートレードから出資受け入れ、子会社化[5]
- 2019年08月 - 三井物産から出資受け入れ[6]
- 2019年10月 - 日産証券から出資受け入れ[7]
- 2019年10月 - 光証券から出資受け入れ[8]
- 2019年10月 - エイジア（現・WOW World）から出資受け入れ[9]
- 2020年01月 - インタートレードの持分法適用関連会社化（持ち分比率の低下）[5]
- 2020年03月 - 日本仮想通貨交換業協会（現：日本暗号資産取引業協会）へ加入[10]
- 2021年02月 - 暗号資産交換業者登録完了（関東財務局長　第00024号）[11]
- 2022年02月 - 日本初の金（ゴールド）価格に連動することを目指す暗号資産「ジパングコイン」取り扱い開始[12]
- 2022年02月 - 日本取引所グループから出資受け入れ[13]
- 2022年03月 - NECキャピタルソリューションから出資受け入れ[14]
- 2023年07月 - 「ジパングコインシルバー」および「ジパングコインプラチナ」の取扱開始[15]
- 2024年02月 - 日本セキュリティトークン協会へ加入[16]
- 2024年07月 - Ava LabsとRWAトークンの発行・流通の促進と個人情報のオンチェーン活用技術におけるインフラ構築での連携に関する基本合意[17]
- 2024年09月 - 国際規格に基づく情報セキュリティマネジメントシステム（ISMS）認証取得[18]
- 2025年03月 - インタートレードとFireblocksとのWeb3インフラ導入支援に向けた戦略的パートナーシップの推進に協力[19]
- 2025年03月 - 三井物産の一部領域でデジタルシェルター利用開始[20]